# مسجد قهجاورستان
مسجد قهجاورستان مربوط به دوره صفوی - دوره قاجار است و در شهرستان اصفهان، بخش مرکزی، دهستان قهاب شمالی، روستای قهجاورستان، خیابان انقلاب، محله باغ بزرگ واقع شده و این اثر در تاریخ ۳ خرداد ۱۳۸۶ با شمارهٔ ثبت ۱۹۱۵۴ به‌عنوان یکی از آثار ملی ایران به ثبت رسیده است.